# زندگی برای زندگی: ماکسیمیلیان کلبه
زندگی برای زندگی: ماکسیمیلیان کُلبه (لهستانی: Życie za życie. Maksymilian Kolbe) یک فیلم زندگی‌نامه‌ای درام لهستانی به کارگردانی کشیشتف زانوسی است که در سال ۱۹۹۱ منتشر شد.

## گزیدهٔ بازیگران
- کریستف والتس
- ادوارد ژنتارا
- یان پشک
- آرتور بارچیش
- گوستاو لوتکیه‌ویچ
- زوفیا مرل
- آگنیشکا کروکوونا
- پیوتر کوزووفسکی
- آندژی نیمیرسکی
- آندژی پیچنسکی
- کشیشتف زالسکی
- گراژینا استراخوتا
- فرانچیشک پیچکا
- آلکساندرا کونیچنا
- الژبیتا کارکوشکا
- یرژی اشتور
- کشیشتف کوالفسکی
- آندژی ماستالش
- ماریان جنجل
- یان پی‌یتشاک
- اوا ویشنیفسکا
- هنریک بیستا
- یرژی پشیبیلسکی
- تادئوش برادتسکی
- ریشارد کوتیس
- توماش ساپریک
- آندژی شچپکوفسکی
- میه‌چیسواف خرینیه‌ویچ
- الژبیتا کارکوشکا
- ائوگنیوش پریویژینسف
- آسیا وامتیوگینا